# Celebrity Skin (singel)
Celebrity Skin – pierwszy singel grungowego zespołu Hole promujący płytę Celebrity Skin. Piosenka została napisana przez Billy Corgan'a, Eric Erlandson i Courtney Love. Jest to jeden z największych hitów grupy. I jako jedyny był na 1. miejscu. Piosenka została nominowana w dwóch kategoriach do nagrody Grammy Award "Grammy Award for Best Rock Performance by a Duo or Group with Vocal" i "Grammy Award for Best Rock Song". W pierwszej nominacji przegrali z zespołem Aerosmith i ich piosenką Pink w drugim przegrali z Alanis Morissette i jej piosenką Uninvited.

## Lista utworów
1. "Celebrity Skin" (Corgan, Erlandson, Love) - 2:42
2. "Best Sunday Dress" (Erlandson, Bjelland, Love) - 3:05
3. "Dying" (Demo) (Corgan, Erlandson, Love) - 3:44

## Miejsce na listach przebojów
| Rok  | Single           | Lista                       | Pozycja |
| ---- | ---------------- | --------------------------- | ------- |
| 1998 | "Celebrity Skin" | Mainstream Rock Tracks      | #4      |
| 1998 | "Celebrity Skin" | Modern Rock Tracks          | #1      |
| 1998 | "Celebrity Skin" | Billboard Hot 100           | #85     |
| 1998 | "Celebrity Skin" | UK Singles Chart            | #19     |
| 1998 | "Celebrity Skin" | Francja Singles Chart       | #64     |
| 1998 | "Celebrity Skin" | Szwecja Singles Chart       | #43     |
| 1998 | "Celebrity Skin" | Australia Singles Chart     | #24     |
| 1998 | "Celebrity Skin" | Nowa Zelandia Singles Chart | #33     |